# Амінування
Амінува́ння — метод введення аміногрупи -NH2 в органічні сполуки.

## Дія амідів лужних металів на гетероциклічні основи
Так, взаємодія піридину з амідом натрію при температурі близько 200 °C веде до утворення α-амінопіридину (А. Е. Чичибабін і О. А. Зейде, 1914):
C5H5N + NaNH2 → C5H4N(NH2)+ NaH.

## Використання амінування для синтезу аніліну
При пропусканні пари бензолу з аміаком через розжарену трубку утворюється анілін:
C6H6 + NH3 →   C6H5NH2 + H2
Анілін утворюється з дуже низьким виходом, через високу стійкість бензойного ядра до амінування.

## Відновне амінування в організмі
Досить важливою є реакція відновлювального амінування, яка протікає в організмі в процесі біосинтезу α-амінокислот. Процес протікає в дві стадії за схемою приєднання — відщеплення і полягає в отриманні α-амінокислот з альдегідів та кетонів, з утворенням проміжного продукту — іміну, який потім відновлюється до аміну:
R(H)=O + NH3 - H2O → R-C(H)=NH + H2 → R-CH2-NH2
R=O(R^) + NH3 - H2O → R-C(R^)=NH + H2 → R-C(R^)H-NH2
Друга стадія цього процесу в промислових умовах потребує каталізатору — Ni, в живих організмах ця реакція потребує коферменту НАД • H2 та НАДФ·H:
R-C(R^)=NH + НАД·H2 → R-C(R^)H-NH2 + НАД+